# Jubiläumstempel

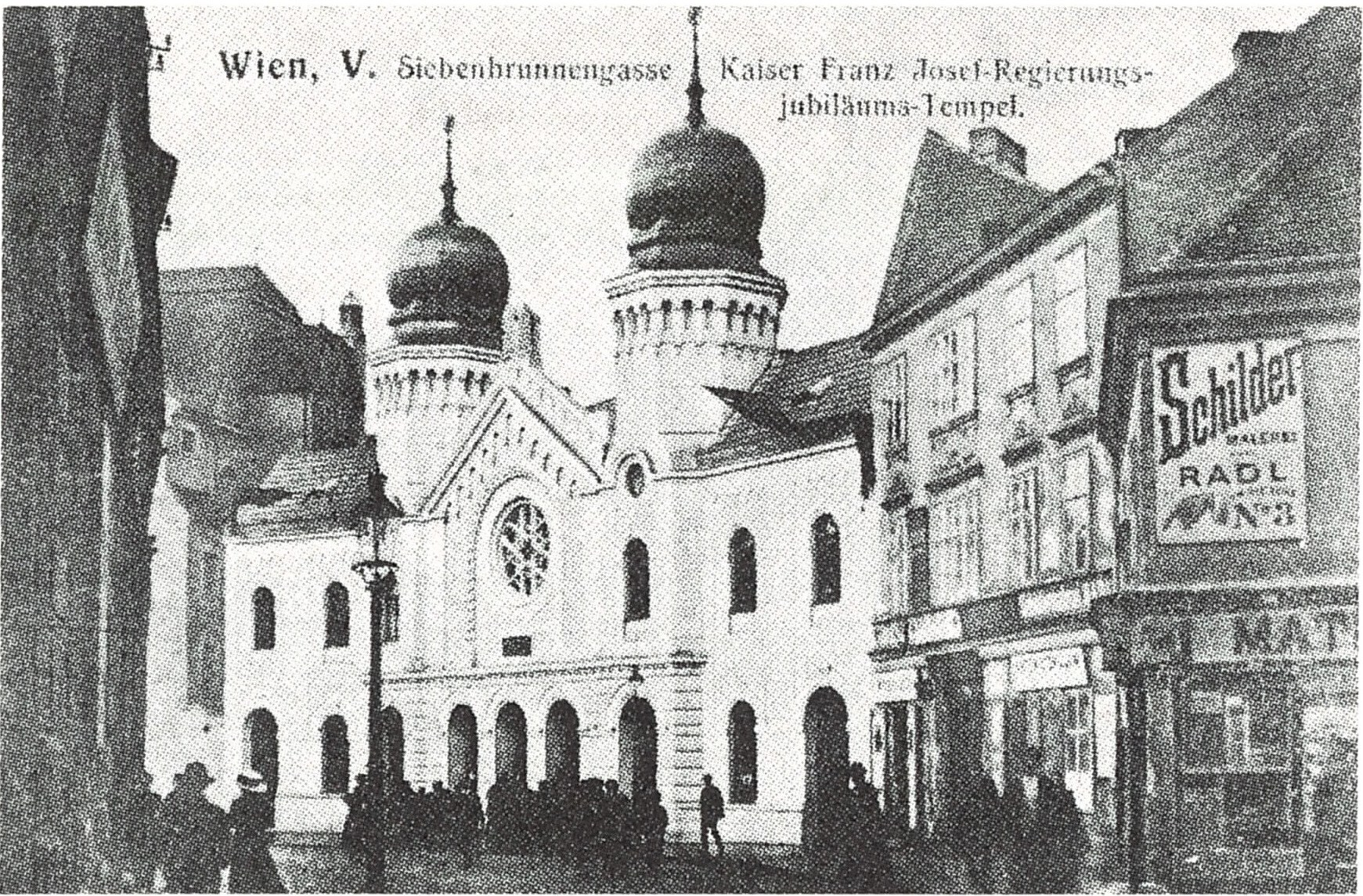
Der Jubiläumstempel an der Siebenbrunnengasse 1a

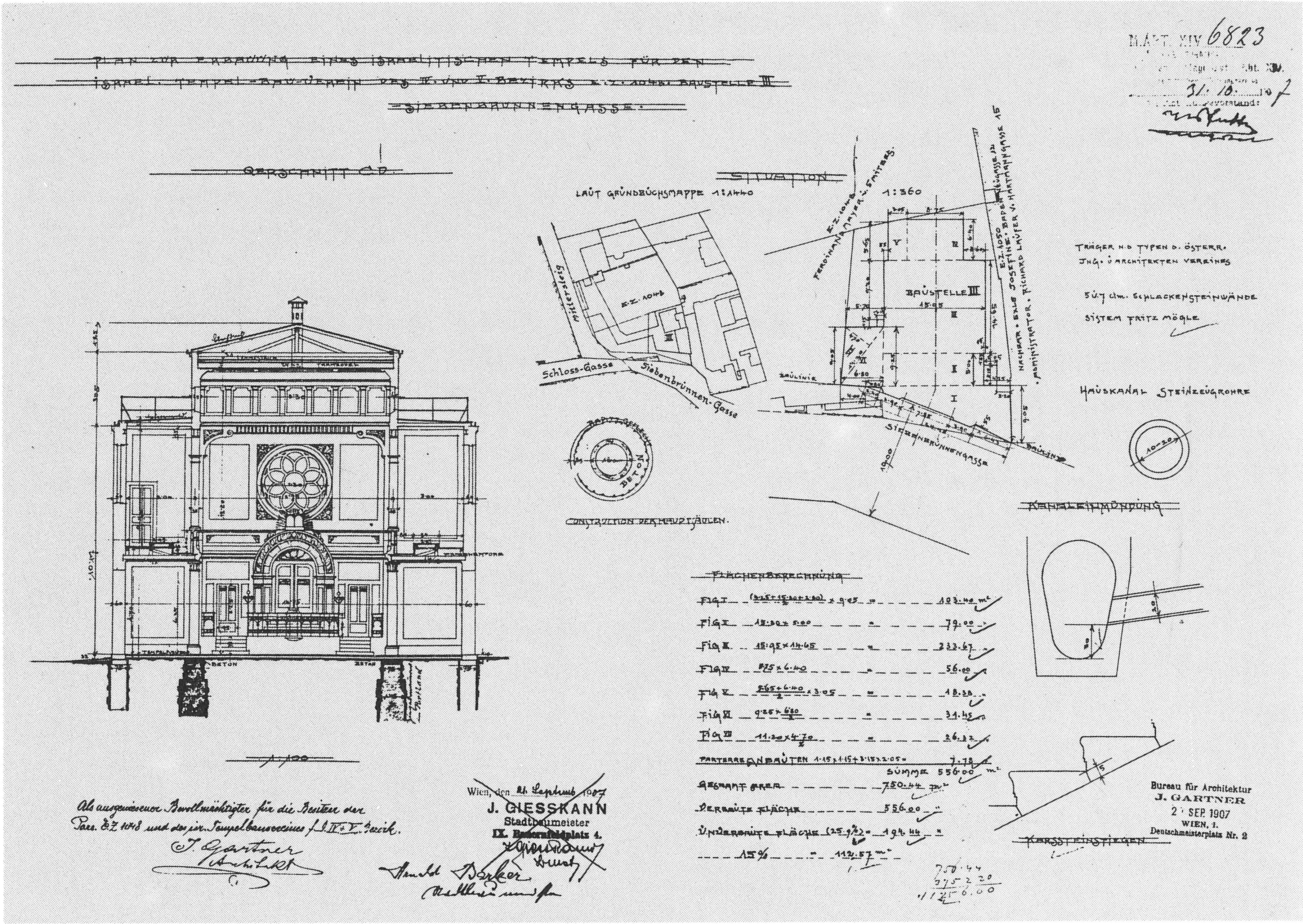
Synagoge Siebenbrunnengasse nach den Plänen von Jakob Gartner

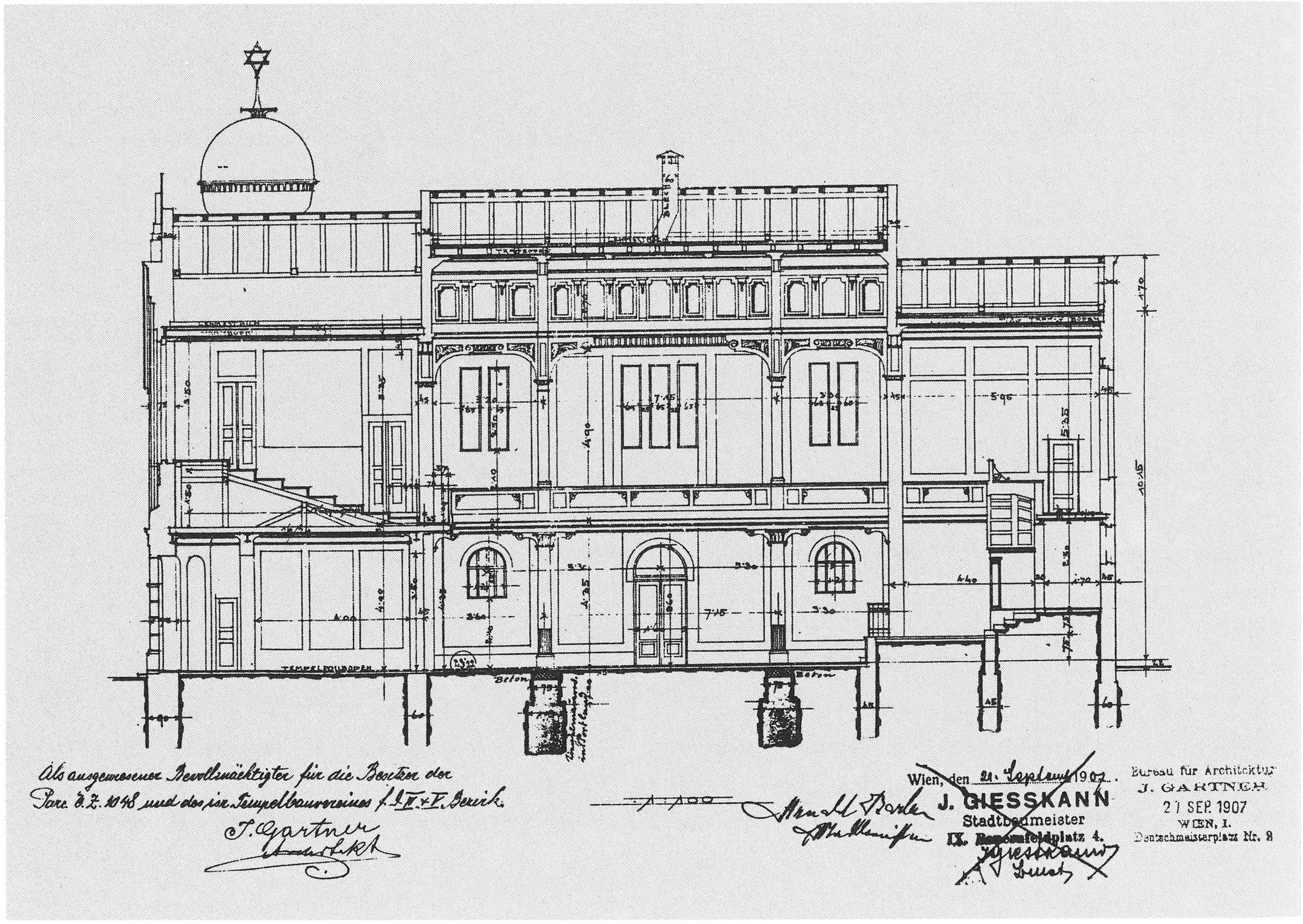
Querschnitt der Synagoge nach Jakob Gartner

Der Kaiser Franz Joseph-Regierungsjubiläums-Tempel (kurz Jubiläumstempel, auch bekannt als Synagoge Siebenbrunnengasse) war eine Vereinssynagoge des Vereins Beth Aharon (Haus Arons) im 5. Wiener Gemeindebezirk Margareten (Siebenbrunnengasse 1a).

## Geschichte
Der Verein Beth Aharon wurde 1875 gegründet und ließ sein Bethaus zwischen 1907 und 1908 nach Plänen von Jakob Gartner errichten. Damit stellt diese Vereinssynagoge das letzte Werk in einer ganzen Reihe von Bethäusern des Architekten dar. Die Synagoge wurde zu Ehren des 60. Thronjubiläum von Kaiser Franz Joseph I. eingeweiht.
Das Gebäude wurde auf einem rechteckigen Grundstück errichtet und war großteils von Nachbargebäuden umschlossen, sodass nur die straßenseitige Front sichtbar war. Die Fassade, dominiert von einem gegiebelten Mittelrisalit wurde von zwei wuchtigen, kurzen Türmen mit zwiebelförmigen Kuppeln überragt. Neben dem Betraum befand sich in der Synagoge auch eine Talmud-Thora-Schule. 
Im Zuge der Novemberpogrome 1938 wurde die Synagoge zerstört.

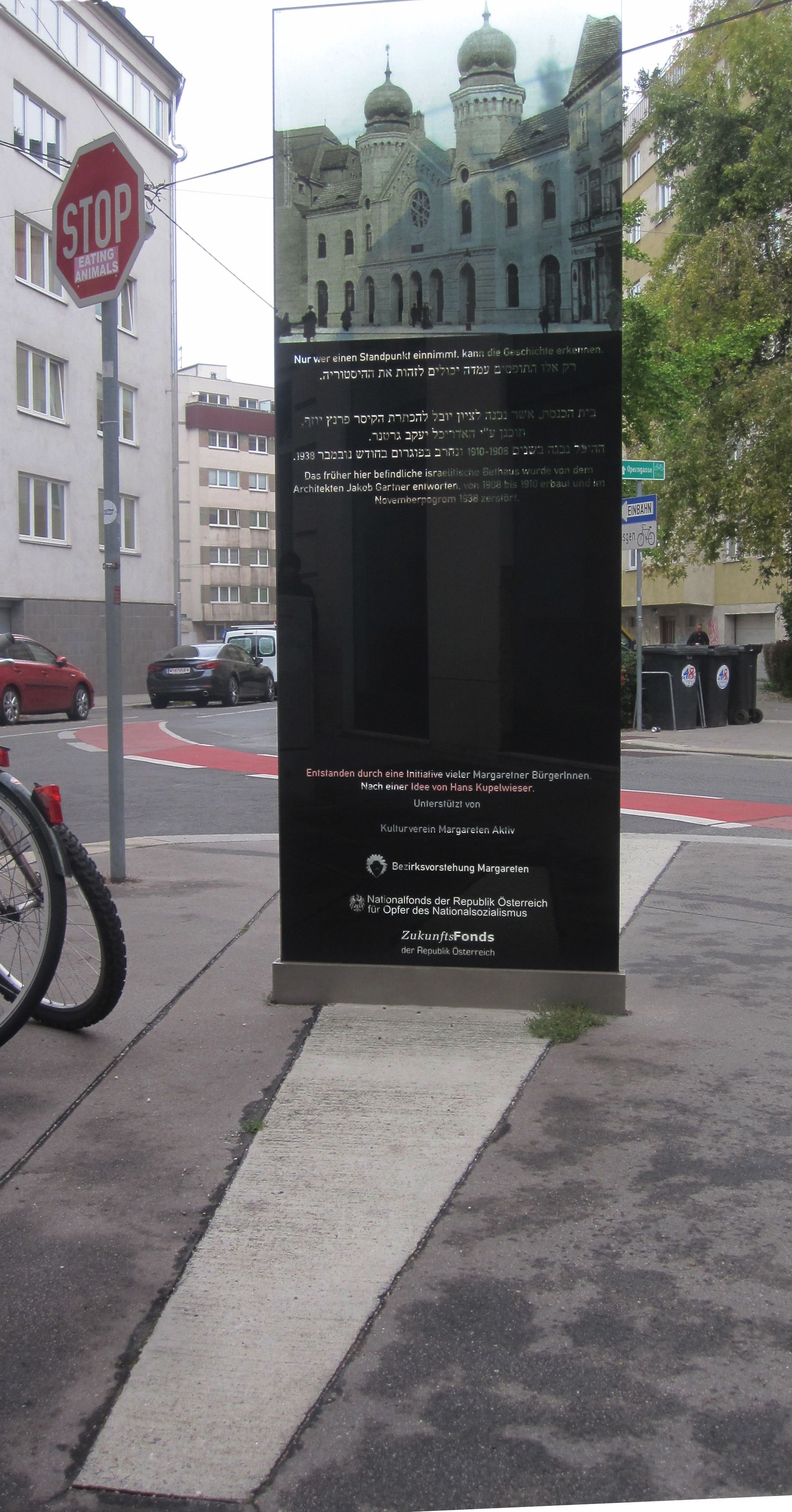
Glastafel gegenüber der ehemaligen Synagoge

Aktuell befindet sich an dieser Stelle ein Wohnbau, eine Gedenktafel für den ehemaligen Tempel befindet sich an der Fassade des linken Nachbarhauses (Justizanstalt Wien-Mittersteig).
Seit 2011 erinnert eine 2,5 Meter hohe Glastafel in der Siebenbrunnengasse/Ecke Nikolsdorfer Gasse an die Synagoge. Sie steht in etwa an der Stelle, von der aus das darauf abgebildete historische Foto der Synagoge damals aufgenommen wurde.
Seit dem 8. November 2018 markiert zudem, so wie vor allen anderen zerstörten Synagogen in Wien, vor dem heutigen Wohnbau eine Lichtsäule in Form eines verschlungenen Davidsterns den Ort des ehemaligen Gebetshauses.